# Michelle Dekker
Michelle Dekker (Zoetermeer, 18 maart 1996) is een Nederlandse snowboardster, gespecialiseerd in de onderdelen parallelslalom en parallelreuzenslalom. Ze vertegenwoordigde haar vaderland op de Olympische Winterspelen 2014 in Sotsji, de Olympische Winterspelen 2018 in Pyeongchang en de Olympische Winterspelen 2022 in Beijing. In 2022 werd Dekker vierde op de parallelreuzenslalom.

## Carrière
Bij haar wereldbekerdebuut, in december 2012 in Carezza, scoorde Dekker direct wereldbekerpunten. Op het Europees Jeugd Olympisch Festival 2013 in het Roemeense Brașov won ze de bronzen medaille op de parallelreuzenslalom. In januari 2014 behaalde de Nederlandse in Bad Gastein haar eerste toptienklassering in een wereldbekerwedstrijd. Tijdens de Olympische Winterspelen van 2014 in Sotsji eindigde Dekker als negentiende op de parallelslalom en als 22e op de parallelreuzenslalom.
Op de FIS wereldkampioenschappen snowboarden 2015 in Kreischberg eindigde ze als 23e op de parallelslalom en als 25e op de parallelreuzenslalom. Op 10 januari 2017 stond de Nederlandse in Bad Gastein voor de eerste maal in haar carrière op het podium van een wereldbekerwedstrijd. In de Spaanse Sierra Nevada eindigde Dekker als negentiende op zowel de parallelslalom als de parallelreuzenslalom. Op 13 januari 2018 stond ze in Bad Gastein wederom op het podium van een wereldbekerwedstrijd. Tijdens de Olympische Winterspelen van 2018 in Pyeongchang eindigde de Nederlandse als zeventiende op de parallelreuzenslalom. Voor haar deelname aan de Olympische Winterspelen 2022 maakte NOC*NSF een uitzondering omdat ze niet geheel aan de kwalificatie-eisen voldaan had. Ze werd hier vierde op de parallelreuzenslalom. 

## Resultaten

### Olympische Winterspelen
| Jaar | Plaats      | Resultaten                                  |
| ---- | ----------- | ------------------------------------------- |
| 2014 | Sotsji      | 19e Parallelslalom 22e Parallelreuzenslalom |
| 2018 | Pyeongchang | 17e Parallelreuzenslalom                    |
| 2022 | Peking      | 4e Parallelreuzenslalom                     |

### Wereldkampioenschappen
| Jaar | Plaats        | Resultaten                                  |
| ---- | ------------- | ------------------------------------------- |
| 2015 | Kreischberg   | 23e Parallelslalom 25e Parallelreuzenslalom |
| 2017 | Sierra Nevada | 19e Parallelslalom 19e Parallelreuzenslalom |

### Wereldbeker
Eindklasseringen
| Seizoen   | PAR | PSL | PGS |
| --------- | --- | --- | --- |
| 2012/2013 | 59e | –   | 56e |
| 2013/2014 | 24e | 14e | 45e |
| 2014/2015 | 32e | 28e | 33e |
| 2015/2016 | 39e | 38e | 40e |
| 2016/2017 | 17e | 4e  | 24e |
| 2017/2018 | 20e | 9e  | 32e |